# Schizopepon longipes
Schizopepon longipes är en gurkväxtart som beskrevs av François Gagnepain. Schizopepon longipes ingår i släktet Schizopepon och familjen gurkväxter. Inga underarter finns listade i Catalogue of Life.